# Brynolf Eng
Carl Brynolf Julius Eng, född 4 juli 1910 i Roslagsbro, Stockholms län, död 23 mars 1988, var en svensk diplomat.

## Biografi
Eng var son till direktör Ruben Eng och Elsa Stenström. Han tog studentexamen i Stockholm 1929 och juris kandidatexamen 1932 innan han blev attaché vid Utrikesdepartementet (UD) 1933. Eng tjänstgjorde i Berlin 1935, Moskva 1936, var tillförordnad andre legationssekreterare 1938, tillförordnad förste sekreterare vid UD 1940 (andre 1939) och förste legationssekreterare i Helsingfors 1944 (extra ordinarie 1942). Han tjänstgjorde i Warszawa 1945, var svenska regeringens delegat hos polska provisoriska nationella samlingsregeringen i Warszawa 1945, hade legationsråds namn 1945 och var tillförordnad konsul i Danzig 1945. Eng var förste legationssekreterare i Warszawa 1946, legationsråd 1947 (tillförordnad 1946), tjänstgjorde vid representationen i Berlin 1947, var legationsråd och konsul 1947 samt hade generalkonsuls ställning 1948. Han var envoyé i Bogotá, Panama City 1950, Quito 1951, Kairo, Beirut, Damaskus 1955, Kairo och Riyadh 1957. Eng var ambassadör i Kairo och envoyé i Riyadh 1959. Eng var ambassadör i Haag 1961-1965, Rom 1966-1973, jämväl Valletta 1969-1973 och Moskva jämväl Ulan Bator 1973-1975.
Eng var sekreterare i olika förhandlingar med Sovjetunionen 1940 och 1941, sekreterare och ombud vid handelsavtalsförhandlingar med Danmark 1941 och 1942 samt med Finland 1942-1944. Han var ordförande och ombud vid dylika förhandlingar med Polen 1945-1947, ordförande i svensk-polska tekniska kommittén 1947 och ordförande vid jvförhandlingar med sovjetiska ockupationszonen av Tyska riket 1947-1949. Eng var ombud vid handels- och betalningsförhandlingar med förbundsrepubliken Tyskland 1948-1949.
Eng var ordförande i Svenska Rominstitutets vänners Italienavdelning, FAO Special Committee on Management Staff/Relations, vice ordförande i FAO Appeals Committee, hedersledamot i svenska handelskammaren i Haag och i Svenska skolföreningen i Rom. Eng skrev ett flertal tidskriftsartikel i juridiska ämnen och uppsatser i ekonomisk fackpress, II Mezzogiorno (redogörelse för utvecklingen i Syditalien) samt ett stort antal antologier på italienska rörande svensk-italienska förbindelser och kontakter.
Eng gifte sig 1945 med Annelise Pedersen (född 1916), dotter till plantagedirektören Aage Pedersen och Anna Lottenburger. Eng var far till Peter (född 1946), Camilla (född 1948) och Monica (född 1950).

## Utmärkelser
Engs utmärkelser:
- Kommendör av Nordstjärneorden (KNO)
- Storkorset av Colombianska San Carlos-orden (StkColSanCO)
- Storkorset av Ecuadors förtjänsttecken AI Mérito (StkEcAM)
- Storkorset av Libanesiska Cederorden (StkLibanCedO)
- Storkorset av Panamas Balboaorden (StkPanBo)
- Storofficer av (StOffColMerIndO)
- Storofficer av Syriens förtjänstorden (StOffSyrFO)
- Kommendör av Italienska kronorden(KItKrO)
- Officer av Nederländska Oranien-Nassauorden (OffNedONO)
- Riddare av Danska Dannebrogsorden (RDDO)
- Riddare av 1. klass av Finlands Vita Ros’ orden (RFinlVRO1kl)
- Riddare av 1. klass av Norska Sankt Olavsorden (RNS:tOO1kl)
- 1. klass av Polskt förtjänstkors (PolFK1kl)
- Storkorset av Arabiska republikens orden (StkArabrepublO)